# 梅兰属
梅兰属（学名：Sinorchis）是兰科下的一个属，为腐生兰。该属仅有梅兰（S. simplex）一种，分布于中国广东梅县。